# SPQR

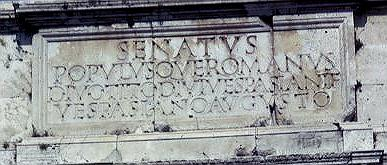
Inscripció a l'Arc de Titus amb la frase «SENATVS POPVLVSQVE ROMANVS».

SPQR és la sigla de Senatus Populusque Romanus, corresponent a la frase llatina que significa el Senat i el Poble Romà, i que fa referència al govern de l'antiga Roma. Va ser forjada a l'època republicana i va perdurar fins a la caiguda de l'Imperi d'Occident (476). Avui dia encara és representativa de la ciutat de Roma, (de fet, forma part del seu escut heràldic), i es pot veure en llocs com les tapes del clavegueram.